# Alexander (Arkansas)
Alexander é uma vila localizada no estado americano do Arkansas, no Condado de Pulaski e Condado de Saline.

## Demografia
Segundo o censo americano de 2000, a sua população era de 614 habitantes. 
Em 2006, foi estimada uma população de 640, um aumento de 26 (4.2%).

## Geografia
De acordo com o United States Census Bureau tem uma área de 1,2 km², dos quais 1,2 km² cobertos por terra e 0,0 km² cobertos por água. Alexander localiza-se a aproximadamente 98 m acima do nível do mar.

## Localidades na vizinhança
O diagrama seguinte representa as localidades num raio de 16 km ao redor de Alexander. 